# Joseph-Charles Mardrus

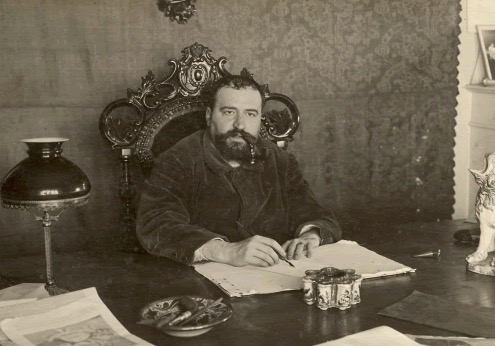
Joseph-Charles Mardrus (1868–1949) in seinem Bureau

Joseph-Charles Mardrus (geboren 11. November 1868 in Kairo; gestorben 26. März 1949 in Paris) war ein französischer Arzt und literarischer Übersetzer.

## Leben
Mardrus wurde in Kairo, Ägypten, in einer römisch-katholischen Familie armenischer Abstammung geboren und studierte im Libanon, bevor er sich in Paris, Frankreich, niederließ.
Er reiste als Seearzt durch den Nahen Osten (1895–1899).
Madrus war seit dem 5. Juni 1900 mit Lucie Delarue-Mardrus, einer bekannten Dichterin der »Belle Époque«, verheiratet, nachdem deren Eltern dem Hauptmann Philippe Pétain die Hand der Frau, die man „Prinzessin Mandel“ nannte, verweigert hatten.

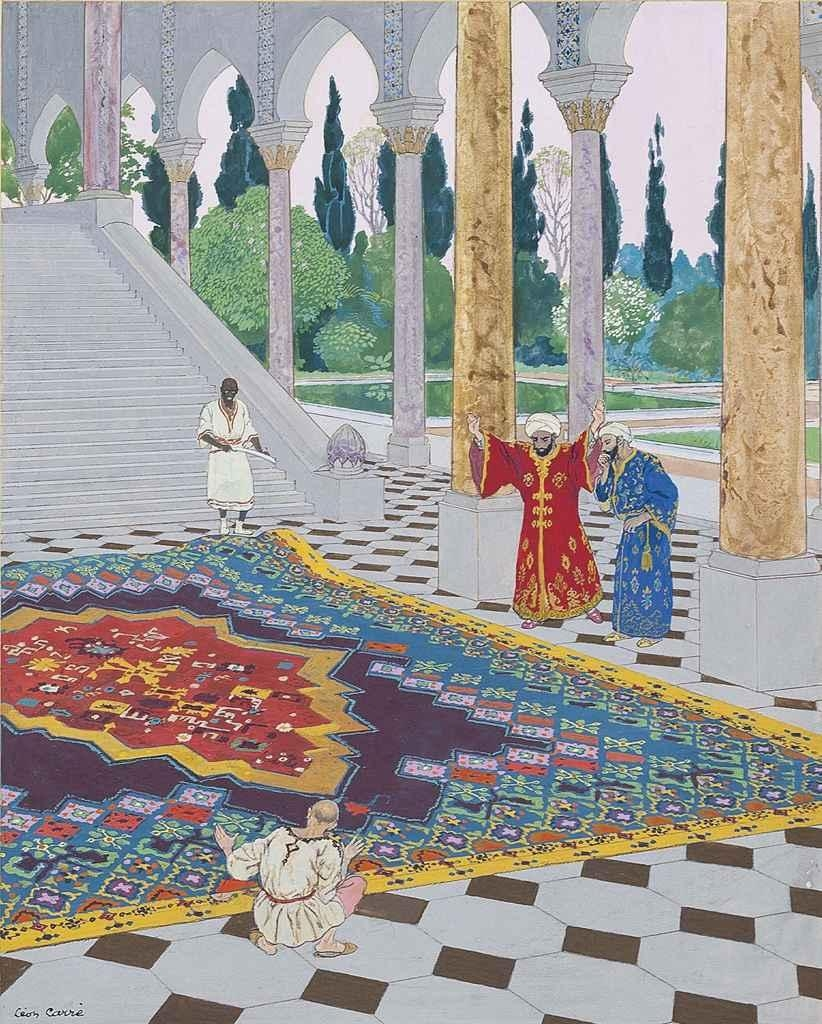
Illustration von Léon Carré

Madrus ist am besten als Übersetzer von Tausendundeiner Nacht bekannt, er war somit Mitschöpfer einer bekannten französischen Version, wobei seine Übersetzung für ihre freiere Interpretation und ihre Betonung der sinnlichen Aspekte der Geschichten bekannt war. Der Historiker Issaak Filschtinski sah die Übersetzung von Mardrus als minderwertig an, da sie seiner Meinung nach Textstellen enthielt, die von Mardrus selbst erfunden wurden, um den allgemeinen Geschmack zu befriedigen, wobei er ihm böse Absicht unterstellte.
Bei der Aufnahme von Madrus in die Arabian Nights Encyclopedia (ANE) beispielsweise ging es den Autoren darum, „die Vielfalt des orientalischen und pseudoorientalischen Materials zu dokumentieren, das an der einen oder anderen Stelle in die europäischen Versionen von Tausendundeiner Nacht integriert wurde“.

## Werke (Übersetzungen)
- Le livre des mille nuits et une nuits. Traduction littérale et complète du texte Arabe par le Dr. J. C. Mardrus. 16 vols. Paris: Éditions de la Revue Blanche 1899–1904
  - Le livre des mille nuits et une nuit. Übersetzt von Joseph-Charles Mardrus. „Illustrations de Léon Carré, décorations et ornements de Mohammed Racim“, 12 Bände, Editions d’Art H. Piazza, Paris 1926–1932.
  - The Book of the Thousand Nights and One Nights, Routledge, 4 Bände, London und New York 1989 (englisch).
- L’Apocalypse qui est la révélation
- Le Livre des Morts de l’Ancienne Égypte
- Le Cantique des Cantiques
- Le Livre des Rois
- Sucre d’amour (1926), illustriert von François-Louis Schmied
- La Reine de Saba (1918)
- La Reine de Saba et divers autres contes (1921)
- Le Koran, 1925 von der französischen Regierung in Auftrag gegeben
- Le Paradis musulman (1930), illustriert von François-Louis Schmied
- Toute-Puissance de l'Adepte  (Le Livre de la Vérité de Parole) 1932